# La Pommeraye (Maine-et-Loire)
Pour les articles homonymes, voir La Pommeraye.
La Pommeraye est une ancienne commune française située dans le département de Maine-et-Loire, en région Pays de la Loire, devenue le 15 décembre 2015 une commune déléguée de la commune nouvelle de Mauges-sur-Loire.

## Géographie
Commune du nord des Mauges, La Pommeraye est située à l'ouest du département de Maine-et-Loire, dans un triangle formé par les villes d'Angers, Nantes et Cholet ; Angers se trouve à 26 km à l'est, Cholet à 33 km au sud, et Nantes à 55 km à l'ouest.
La commune se trouve sur la route D 15 qui va de Montjean-sur-Loire à Bourgneuf-en-Mauges.
Les communes les plus proches sont Montjean-sur-Loire à 4 km, Bourgneuf-en-Mauges à 5 km, Le Mesnil-en-Vallée à 6 km, Saint-Laurent-de-la-Plaine à 6 km, Beausse à 6 km, Saint-Germain-des-Prés à 7 km, Champtocé-sur-Loire à 7 km, Saint-Laurent-du-Mottay à 7 km, Chalonnes-sur-Loire à 7 km et Ingrandes à 7 km.

## Urbanisme
Morphologie urbaine : Le village s'inscrit dans un territoire essentiellement rural.
En 2011, on trouvait 1 696 logements sur la commune de La Pommeraye, dont 89 % étaient des résidences principales, pour une moyenne de 91 % dans le département, et dont 71 % des ménages en étaient propriétaires.

## Toponymie et héraldique

### Toponymie
Ses habitants sont appelés les Pommeréyens et Pommeréyennes.

### Héraldique
| Blason de La Pommeraye | Blason  | D'azur au pommier d'or accompagné de deux fleurs de lys du même. |
| Blason de La Pommeraye | Détails | Le statut officiel du blason reste à déterminer.                 |

## Histoire
La commune nouvelle de Mauges-sur-Loire est née de la fusion des 11 communes de la communauté de communes, dont la création a été officialisée par arrêté préfectoral du 5 octobre 2015.

## Politique et administration

### Administration municipale

#### Administration actuelle
Depuis le 15 décembre 2015, La Pommeraye constitue une commune déléguée au sein de la commune nouvelle de Mauges-sur-Loire et dispose d'un maire délégué.
| Période                                  | Période  | Identité       | Étiquette | Qualité |
| ---------------------------------------- | -------- | -------------- | --------- | ------- |
| décembre 2015                            | mai 2020 | André Grimault |           |         |
| mai 2020                                 | en cours | Nadège Moreau  |           |         |
| Les données manquantes sont à compléter. |          |                |           |         |

#### Administration ancienne

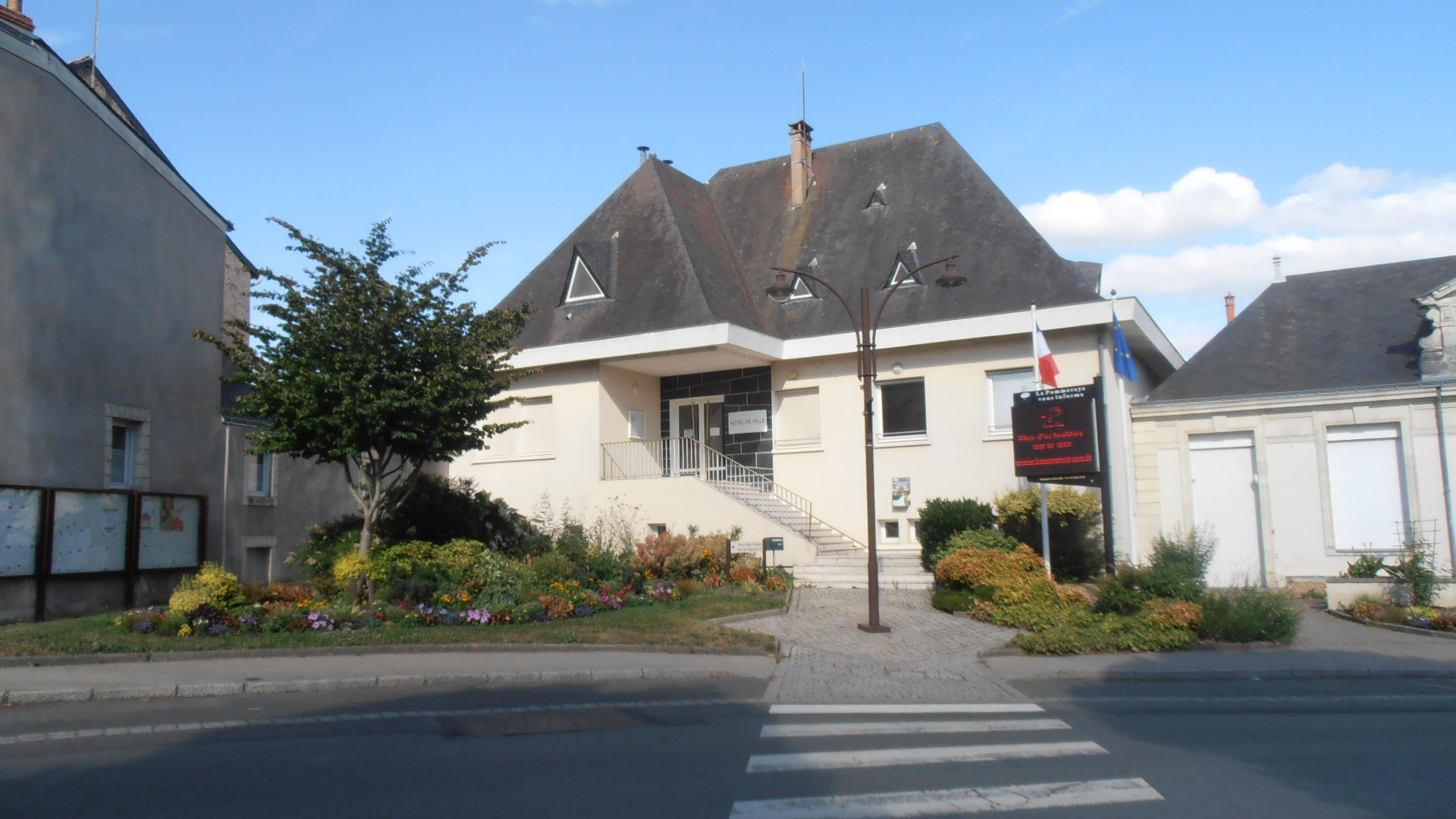
La mairie

| Période                                  | Période          | Identité                  | Étiquette            | Qualité |
| ---------------------------------------- | ---------------- | ------------------------- | -------------------- | --- |
| Les données manquantes sont à compléter. |                  |                           |                      | |
| 1820                                     | 1830             | Mathurin Delacouldre      |                      | |
| 1830                                     | 1848             | Joseph Alexandre Lemaître |                      | |
| mars 1848                                | avril 1848       | Jean Palussière           |                      | Nommé maire |
| 1848                                     | 1855             | Mathurin Delacouldre      |                      | |
| 1855                                     | 1880             | Jean-Louis Jacob          |                      | Notaire |
| 1880                                     | 1892             | Henri Lusson              |                      | |
| 1892                                     | 1893             | François Pohu             |                      | Notaire |
| 1893                                     | 1896             | Auguste Gabory            |                      | |
| 1896                                     | 1907             | Pierre Oger               |                      | |
| 1907                                     | mai 1908         | René Boré                 |                      | |
| mai 1908                                 | septembre 1911   | Pierre Oger               |                      | |
| septembre 1911                           | mai 1925         | François Musset           |                      | Négociant en tissus |
| mai 1925                                 | mai 1945         | Jules Berge               |                      | Viticulteur |
| 18 mai 1945                              | mars 1977        | Fernand Esseul            | DVD puis CNI puis RI | Expert agricole et foncier Sénateur de Maine-et-Loire (1965 → 1974) Conseiller général de Saint-Florent-le-Vieil (1945 → 1979) Président du conseil général (1962 → 1979) |
| mars 1977                                | 3 octobre 1991   | François Blouin           | UDF-CDS              | Agriculteur, ancien adjoint Conseiller général de Saint-Florent-le-Vieil (1987 → 1998) Démissionnaire                                                                     |
| 14 octobre 1991                          | 14 mars 2008     | Marie-Ginette Constantin  | UDF-PPDF             | Mère au foyer |
| 14 mars 2008                             | 15 décembre 2015 | André Grimault,           | DVD                  | Agriculteur retraité, ancien adjoint |

### Ancienne situation administrative
La commune est membre en 2015 de la communauté de communes du canton de Saint-Florent-le-Vieil, elle-même membre du syndicat mixte Pays des Mauges. L'intercommunalité disparait à la création de la commune nouvelle.
La Pommeraye fait partie jusqu'en 2014 du canton de Saint-Florent-le-Vieil et de l'arrondissement de Cholet. Le canton de Saint-Florent-le-Vieil compte alors onze communes, dont Bourgneuf, Montjean, La Pommeraye, Saint-Florent et Saint-Laurent. C'est l'un des quarante-et-un cantons que compte le département ; circonscriptions électorales servant à l'élection des conseillers généraux, membres du conseil général du département. Dans le cadre de la réforme territoriale, un nouveau découpage territorial pour le département de Maine-et-Loire est défini par le décret du 26 février 2014. La commune est alors rattachée au canton de La Pommeraye, avec une entrée en vigueur au renouvellement des assemblées départementales de 2015.

### Politique de développement durable
La commune a engagé une politique de développement durable en lançant une démarche d'Agenda 21 en 2008.

### Jumelages et partenariats
En 2014, la commune de La Pommeraye est associée à celle de Montjean-sur-Loire, pour un jumelage avec les villes anglaises de :
- Wroxham (Angleterre) depuis 1994 ;
- Hoveton (Angleterre) depuis 1994 ;
- Belaugh (Angleterre) depuis 1994[17].

Ce jumelage de type coopération décentralisée, sur la thématique culture, tourisme et patrimoine, est géré par le comité de jumelage Montjean-sur-Loire - La Pommeraye.

## Population et société

### Évolution démographique
L'évolution du nombre d'habitants est connue à travers les recensements de la population effectués dans la commune depuis 1793. À partir du 1er janvier 2009, les populations légales des communes sont publiées annuellement dans le cadre d'un recensement qui repose désormais sur une collecte d'information annuelle, concernant successivement tous les territoires communaux au cours d'une période de cinq ans. 
Pour les communes de moins de 10 000 habitants, une enquête de recensement portant sur toute la population est réalisée tous les cinq ans, les populations légales des années intermédiaires étant quant à elles estimées par interpolation ou extrapolation. Pour la commune, le premier recensement exhaustif entrant dans le cadre du nouveau dispositif a été réalisé en 2005,.
En 2013, la commune comptait 4 000 habitants, en évolution de −0,17 % par rapport à 2008 (Maine-et-Loire : +3,3 %, France hors Mayotte : +2,49 %).
| 1793  | 1800  | 1806  | 1821  | 1831  | 1836  | 1841  | 1846  | 1851  |
| ----- | ----- | ----- | ----- | ----- | ----- | ----- | ----- | ----- |
| 2 700 | 1 854 | 1 905 | 3 134 | 3 100 | 3 096 | 3 308 | 3 539 | 3 722 |

| 1856  | 1861  | 1866  | 1872  | 1876  | 1881  | 1886  | 1891  | 1896  |
| ----- | ----- | ----- | ----- | ----- | ----- | ----- | ----- | ----- |
| 3 670 | 3 729 | 3 505 | 3 348 | 3 243 | 3 046 | 3 086 | 3 080 | 2 995 |

| 1901  | 1906  | 1911  | 1921  | 1926  | 1931  | 1936  | 1946  | 1954  |
| ----- | ----- | ----- | ----- | ----- | ----- | ----- | ----- | ----- |
| 2 918 | 2 840 | 2 886 | 2 722 | 2 743 | 2 713 | 2 755 | 2 760 | 2 946 |

| 1962  | 1968  | 1975  | 1982  | 1990  | 1999  | 2005  | 2010  | 2013  |
| ----- | ----- | ----- | ----- | ----- | ----- | ----- | ----- | ----- |
| 2 947 | 3 084 | 3 197 | 3 495 | 3 564 | 3 623 | 3 945 | 3 966 | 4 000 |

### Pyramide des âges
En 2008, la population de la commune est relativement âgée. Le taux de personnes d'un âge supérieur à 60 ans (25,2 %) est en effet supérieur au taux national (21,8 %) et au taux départemental (21,4 %).
À l'instar des répartitions nationale et départementale, la population féminine de la commune est supérieure à la population masculine. Le taux (53,4 %) est supérieur au taux national (51,9 %).
La répartition de la population de la commune par tranches d'âge est, en 2008, la suivante :
- 46,6 % d’hommes (0 à 14 ans = 20,8 %, 15 à 29 ans = 18,1 %, 30 à 44 ans = 20,9 %, 45 à 59 ans = 19,7 %, plus de 60 ans = 20,6 %) ;
- 53,4 % de femmes (0 à 14 ans = 17,4 %, 15 à 29 ans = 17,2 %, 30 à 44 ans = 18,4 %, 45 à 59 ans = 17,9 %, plus de 60 ans = 29,3 %).

| Hommes | Classe d’âge | Femmes |
| ------ | ------------ | ------ |
| 0,7    | 90 ans ou +  | 3,8    |
| 6,7    | 75 à 89 ans  | 11,3   |
| 13,2   | 60 à 74 ans  | 14,2   |
| 19,7   | 45 à 59 ans  | 17,9   |
| 20,9   | 30 à 44 ans  | 18,4   |
| 18,1   | 15 à 29 ans  | 17,2   |
| 20,8   | 0 à 14 ans   | 17,4   |

| Hommes | Classe d’âge | Femmes |
| ------ | ------------ | ------ |
| 0,4    | 90 ans ou +  | 1,1    |
| 6,3    | 75 à 89 ans  | 9,5    |
| 12,1   | 60 à 74 ans  | 13,1   |
| 20,0   | 45 à 59 ans  | 19,4   |
| 20,3   | 30 à 44 ans  | 19,3   |
| 20,2   | 15 à 29 ans  | 18,9   |
| 20,7   | 0 à 14 ans   | 18,7   |

### Sport
Un club de gymnastique est créé en 1925. Onze ans plus tard, la commune construit un terrain de sport, puis une salle de sport en 1965. Au milieu des années 1970, un complexe sportif voit le jour.
Au début du XXIe siècle, on trouve sur la commune plusieurs équipements sportifs :
- un stade municipal, comprenant deux terrains en herbe, un terrain stabilisé et une piste d'athlétisme ;
- un boulodrome couvert ;
- un complexe sportif ;
- des jeux de boules de sable, comprenant trois terrains de boules de sable et un de pétanque ;
- un parcours de santé et de golf ;
- une piscine ;
- une salle omnisports[26].

Au milieu des années 1960, l'association sportive et culturelle Jeanne d'Arc (ASEC) voit le jour, regroupant les sections culturelles et sportives de la commune. Au début des années 1990, les sections culturelles se séparent de l'association, qui se transforme en office municipal des sports.
La commune accueille chaque année une étape du championnat automobile de courses de montagne, la course de cote de la Pommeraye, qui a lieu au mois de mai.

### Culture

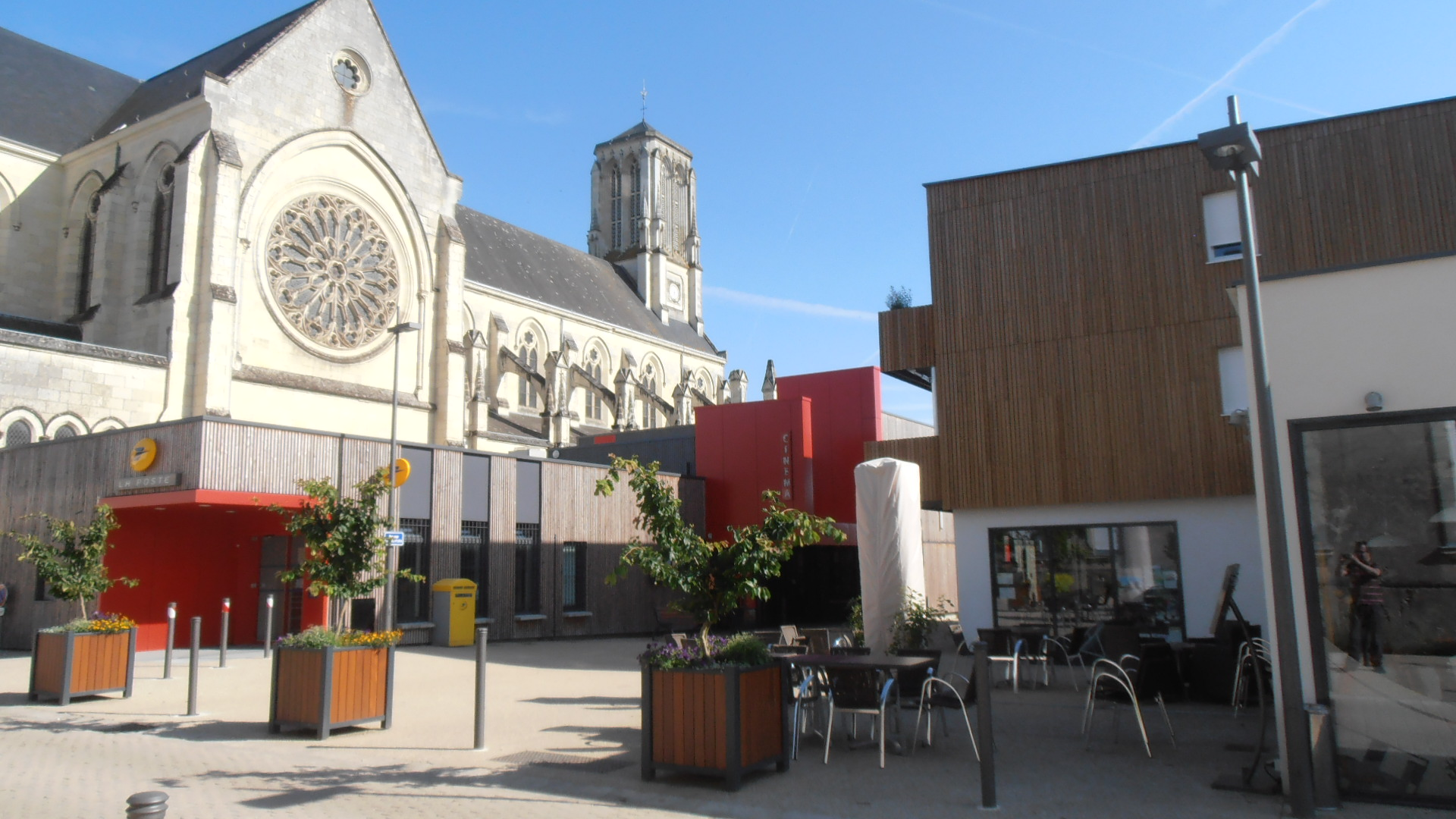
La poste et le cinéma.

On trouve à La Pommeraye plusieurs structures culturelles : un centre socio-culturel, une bibliothèque, un cinéma, une école de musique intercommunale, une ludothèque.
La commune compte plusieurs activités culturelles. En 2014, le festival les Z’Artipoms est organisé autour des associations culturelles, qui envahissent les rues du centre pour proposer toutes sortes de manifestations (danse, musique, théâtre, chant, peinture…). En septembre 2016 se déroule The City Trucks, un festival consacré au transport routier, notamment les camions, et la musique. Pour sa seconde édition, en 2017, le festival enregistre plus de 45 000 entrées.

## Économie
Sur 349 établissements présents sur la commune à fin 2011, 28 % relevaient du secteur de l'agriculture (pour une moyenne de 17 % sur le département), 7 % du secteur de l'industrie, 7 % du secteur de la construction, 46 % de celui du commerce et des services et 12 % du secteur de l'administration et de la santé.
L'office de tourisme rattaché à La Pommeraye est l'établissement Une autre Loire qui couvre les trois communes de Montrevault-sur-Evre, Mauges-sur-Loire et Orée-d'Anjou.

## Culture locale et patrimoine

### Lieux et monuments
- L'église de La Pommeraye propose un polyptyque de huit panneaux réalisé par Bernard Bouin en 1997.
- Le moulin de Bêne est un moulin à eau sur petit ruisseau (Ruisseau des Moulins), à roue à augets. Ce moulin était destiné à de petites productions de farine.
- Le sentier pédestre dans le bourg qui raconte l'histoire et le patrimoine de la commune[30].

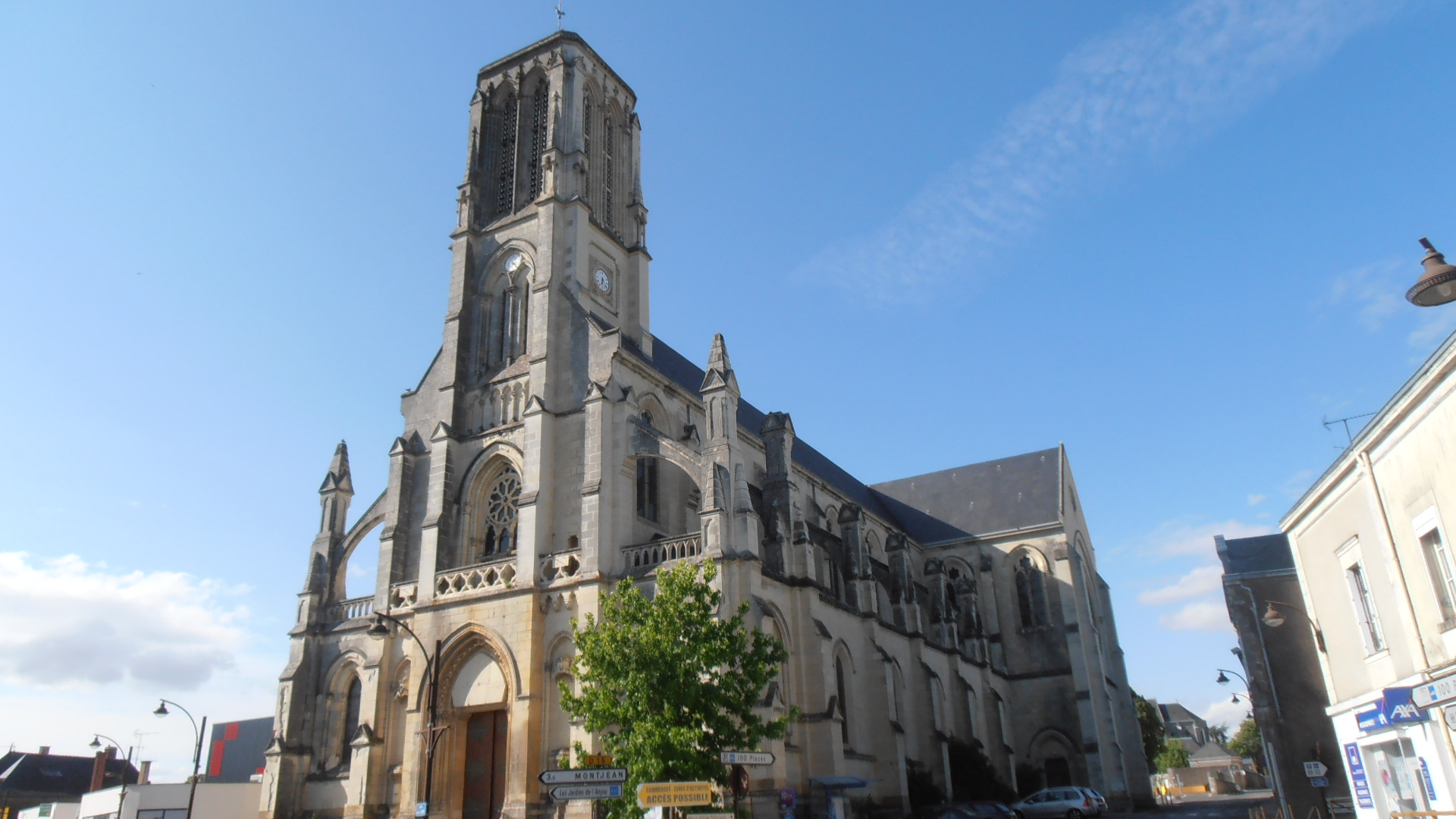
L'église de la Pommeraye.
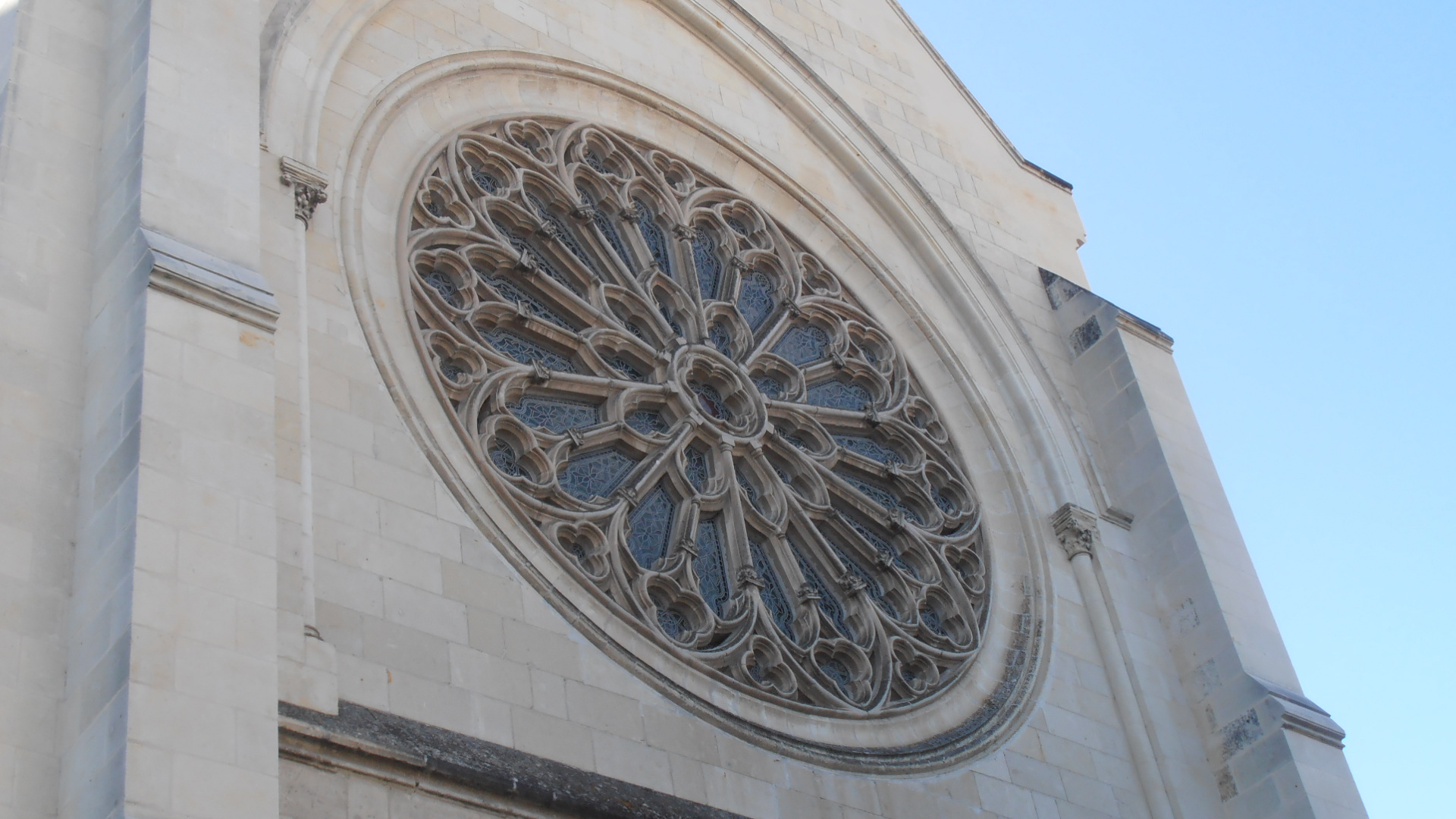
Détail d'un vitrail.
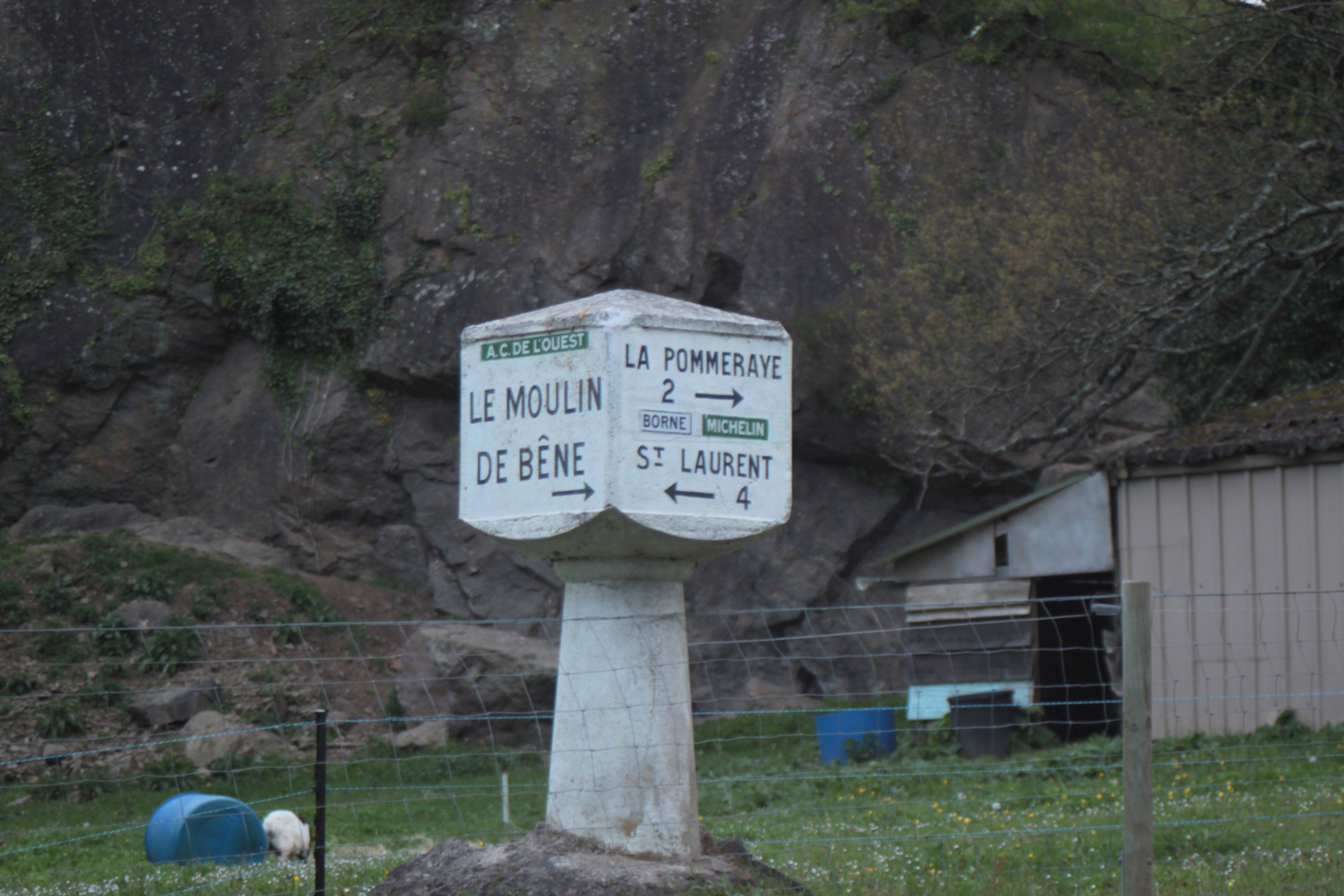
Borne Michelin.

### Philatélie
Un timbre-poste de France émis en 2002 dans la série Le siècle au fil du timbre - Vie quotidienne, intitulé Louise la repasseuse reproduit une photographie prise en 1950 à La Pommeraye (catalogue Yvert et Tellier 3523, 0,46 €).

### Personnalités liées à la commune
- Fernand Esseul né le 19 octobre 1901 à La Pommeraye, décédé le 10 mars 1993. Il fut élu dans la même année 1945, conseiller municipal puis maire de la Pommeraye ainsi que conseiller général de Maine-et-Loire.